# Francesco Giovanni Brugnaro

Erzbischofswappen von Francesco Giovanni Brugnaro

Francesco Giovanni Brugnaro (* 16. März 1943 in San Donà di Piave) ist ein italienischer Geistlicher und emeritierter römisch-katholischer Erzbischof von Camerino-San Severino Marche.

## Leben
Der Erzbischof von Mailand, Carlo Maria Martini SJ, weihte ihn am 18. Dezember 1982 zum Priester.
Papst Benedikt XVI. ernannte ihn am 3. September 2007 zum Erzbischof von Camerino-San Severino Marche. Der Papst persönlich spendete ihm am 29. September desselben Jahres die Bischofsweihe; Mitkonsekratoren waren Tarcisio Pietro Evasio Kardinal Bertone SDB, Kardinalstaatssekretär und Kardinalkämmerer, und Marian Kardinal Jaworski, Erzbischof von Lemberg. Als Wahlspruch wählte er Omnia possibilia credenti. Die Amtseinführung im Erzbistum Camerino-San Severino Marche fand am 28. Oktober 2007 statt.
Am 27. Juli 2018 nahm Papst Franziskus seinen altersbedingten Rücktritt an.